# Barnham and Eastergate
Barnham and Eastergate är en civil parish i Arun distrikt i West Sussex grevskap i England, 10 km från Chichester. Det inkluderar Barnham och Eastergate. Parish har 4 808 invånare (2011). Den bildades den 1 april 2019.